# Mitrenes
Mitrenes (Mithrenes) també Mitranes (Mithranes) en armeni Միհրան ; en grec Mιθρένης o Mιθρίνης, va ser sàtrapa d'Armènia entre 331 i 317 aC. Podria ser el mateix personatge que fou governador de Sardes el 334 aC quan va arribar Alexandre el Gran a la ciutat.

## Origen
Mitranes o Mitrenes és considerat per Cyril Toumanoff com el fill d'Orontes II. Per Marie-Louise Chaumont i Giusto Traina, es tracta per contra d'un persa.

## Sàtrapa
El Mitrenes que fou governador de Sardes hauria obtingut aquest lloc el 344 aC, quan el seu pare putatiu va esdevenir sàtrapa d'Armènia; va portar el títol de « furarca » i va exercir el govern de Sardes, capital de la important satrapia de Lídia. Si era fill d'Orontes II cal esmentar que un dels seus ancestre, Hirdanes II, ja havia estat sàtrapa a la zona.
Després de la derrota dels perses a la batalla del Grànic i la mort al combat de Espitridates, sàtrapa de Lídia i de Jònia, va abandonar el partit del rei Darius III. Acompanyat dels ciutadans més notables de la ciutat, els « dynôtatoi », va anar a trobar a Alexandre el Gran a l'exterior dels murs i li va lliurar sense combatre la ciutadella i els seus tresors. Aquesta contribució financera va permetre al conquistador de prosseguir el seu pla d'ocupació de la costa de Fenícia fins a Egipte.
El conquistador va conservar a Mitrenes als seu costat amb els honors lligats al seu rang. El 331, quan Alexandre va reprendre l'ofensiva en persecució de Darius III que es retirava cap a l'est del seu imperi, va confiar el govern de les regions septentrionals (que no s'havia molestat en conquerir) a perses que s'havien passat al seu bàndol. Seria així com Mitranes va rebre la satrapia d'Armènia (on a més el seu pare Orontes II hauria mort en aquell temps) mentre que Satilbak (Abistamenes) va esdevenir sàtrapa de Capadòcia. D'altra banda Orontes II, sàtrapa d'Armènia fins vers el temps de la batalla de Gaugamela, manava el contingent armeni als rangs perses en aquesta batalla juntament amb un cert Mitraustes (1 d'octubre del 331 aC). Aquest Mitraustes o Mitranes seria un general persa, lloctinent d'Orontes II i, per tant, persona diferent de Mitrenes. Cyril Toumanoff subratlla del seu costat que Orontes II el 331 aC, tenia 60/70 anys, i hauria mort ja probablement en el moment de la batalla perquè aquest mateix any 331 aC, Mitranes o Mitrenes va assumir la seva successió. És possible que Mistraustes ocupés el poder a la satrapia a la mort d'Orontes II, ja que el rei persa no devia nomenar cap successor.
El govern de Mitrenes fou prou curt perquè, després de la mort d'Alexandre, va haver de fer front a les ambicions territorials dels diàdocs. A la partició del 322 aC, Armènia fou concedida a Neoptòlem, però aquest fou mort el 321 aC en un combat singular contra Èumenes de Càrdia. El mateix any, en el moment de la segona partició de l'imperi d'Alexandre pels acords de Triparadisos, Armènia no és esmentada.
Mitrenes va cessar de governar Armènia cap al 317aC perquè l'any següent, el seu fill (?) Orontes III, reclamant-se de l'amistat del general macedoni i sàtrapa de Pèrsia Peucestes, seria segons Diodor de Sicília imposat a Armènia.

## Posteritat
Cyril Toumanoff emet la hipòtesi que Mitrenes era el pare del seu successor Orontes III.